# Aporá
Aporá é um município brasileiro localizado no leste da Bahia. 
Sua população, segundo o Censo 2022 do Instituto Brasileiro de Geografia e Estatística (IBGE), é de 15 922 habitantes.
Faz limite, ao norte com o município de Crisópolis, ao sul e a oeste com o município de Inhambupe, a leste com o município de Esplanada, a nordeste com o município de Acajutiba, a noroeste com o município de Olindina e a sudeste com o município de Entre Rios.

## Topônimo
O nome Aporá, de origem tupi, significa "monte isolado e distinto em terra unida".

## História
A história de Aporá remonta à Sesmaria da Casa da Torre de Garcia D′Ávila. O povoamento começou no início do século XIX, quando colonos se estabeleceram na região, dedicando-se à criação de gado e à agricultura de subsistência. A fertilidade das terras, ideais para agricultura e pecuária, atraiu famílias vindas de outras localidades, contribuindo para o crescimento do povoado de Aporá.
Em 1816, o povoado foi elevado à categoria de freguesia, com o nome de Nossa Senhora da Conceição de Aporá, vinculada à freguesia do Divino Espírito Santo de Inhambupe. O local prosperou devido à atividade agropecuária. Em 1958, foi desmembrada do município de Inhambupe. Em 14 de agosto de 1958 tornou-se município com o nome simplificado para Aporá.